# 불정면
불정면(佛頂面)은 대한민국 충청북도 괴산군에 설치된 면이다.

## 개요
불정면은 괴산군의 최북단에 위치하여 12개 법정리와 27개 행정리동으로 구성되어 있다. 북으로는 가래산정을 경계로 충주시와 접하고, 서쪽으로는 음성군 소이면, 동쪽으로는 한강 지류인 달천강을 사이로 감물면과 남으로는 괴산읍과 경계를 이루고 있으며 불정면의 최북단 삼방리는 동경 127°48′, 북위 36°57′에 위치하고 있다.

## 법정리
- 목도리
- 삼방리
- 세평리
- 신흥리
- 앵천리
- 외령리
- 웅동리
- 지장리
- 창산리
- 추산리
- 탑촌리
- 하문리

## 교육
- 목도초등학교
- 세평초등학교 (폐교)
- 추산초등학교 (폐교)
- 목도중학교 (폐교)
- 목도고등학교 (폐교)